# Zwartoormargrietje
Het zwartoormargrietje (Pionus menstruus) is een vogel uit de familie Psittacidae (papegaaien van Afrika en de Nieuwe Wereld).

## Verspreiding en leefgebied
Deze soort komt voor van Costa Rica tot zuidoostelijk Brazilië en telt drie ondersoorten:
- P. m. rubrigularis: noordelijk Costa Rica tot westelijk Ecuador.
- P. m. menstruus: van oostelijk Colombia tot noordelijk Bolivia, de Guiana's en noordoostelijk Brazilië.
- P. m. reichenowi: oostelijk Brazilië.

## Status
De grootte van de populatie is in 2019 geschat op 5-50 miljoen volwassen vogels. Op de Rode lijst van de IUCN heeft deze soort de status niet bedreigd.